# Golden Men
Golden Men je tretji glasbeni album slovenske alternativne rock skupine Nikki Louder, izdan 17. aprila 2013 pri založbah Moonlee Records in Založbi Radia Študent. Izšel je v obliki vinilne plošče in CD-ja.

## Kritični odziv
Odzivi na album so bili večinoma pozitivni. Na portalu Rockline je Sandi Sadar Šoba za album rekel, da je »drugačen od vsega, česar ste bili poprej vajeni s strani mladega kreativnega genija, kar kaže na to, da je mladenič še vedno v fazi evolucijske rasti in razcveta in da polovičarstva ter nekoherentnosti pri sebi ne dovoljuje nikoli.« Albumu je dodelil štiri in pol zvezdice.
Za Radio Študent je Nina Hlebec o albumu povedala sledeče: »Tisto, kar na Golden Men postane očitno na prvi posluh, je, da je album sicer nekoliko manj temačen od svojega predhodnika, ga pa kljub temu zaznamuje nekakšna spevna otožnost, ki jo Nikki Louder v precej manj rafinirani obliki iz sebe bruhajo v živo.« Album je bil uvrščen na 4. mesto na seznam Naj tolpa bumov 2013. Album je ocenil tudi Siniša Miklaužić na hrvaškem glasbenem portalu Muzika.hr, in sicer s štirimi zvezdicami.

### Priznanja
| objava        | uvrstitev | seznam               |
| ------------- | --------- | -------------------- |
| Radio Študent | 4.        | Naj tolpa bumov 2013 |

## Seznam pesmi
Vse pesmi je napisala skupina Nikki Louder.
1. »Golden Men« – 3:04
2. »Barefeet« – 3:46
3. »Mouse Dress/Hey Joe« – 3:45
4. »Bridge to Infinity« – 3:01
5. »Indian Companion« – 3:35
6. »Past Is a Trap« – 3:21
7. »Bro Way« – 5:09
8. »Leaking« – 3:08
9. »One Day Friends« – 2:51

## Zasedba

### Nikki Louder
- Blaž Sever — vokal, kitara
- Peter Cerar — bas kitara, sintesajzer
- Luka Cerar — bobni

### Ostali
- Gredoč — snemanje, miksanje
- Carl Saff — mastering
- Lucijan Prelog — oblikovanje ovitka[7]